# UEFA 유로 1976 결승전
UEFA 유로 1976 결승전(세르비아어: Финале Европско првенство у фудбалу 1976)은 UEFA가 주관하는 최고 축구 국가대표팀 대회인 제5회 UEFA 유럽 축구 선수권 대회인 UEFA 유로 1976의 결승전이다. 이 경기는 1976년 6월 20일, 베오그라드의 스타디온 츠르베나 즈베즈다에서 진행되었다. 이 경기는 체코슬로바키아와 서독 간의 경기였다.
연장전 종료 후, 스코어는 2-2로 동률이 되었고, 유럽 축구 선수권 대회 결승전 역사상 처음으로 승부차기가 시행되었다. 양팀 도합 7명의 키커가 성공시켰으며, 서독의 4번째 키커였던 울리 회네스는 그의 슛을 크로스바 너머로 날렸다. 점수가 4-3으로 균형이 깨진 상황에서, 안토닌 파넨카가 체코슬로바키아의 5번째 키커로 나섰고, 그는 압박을 이겨내며 팀에 승리를 안겨다 주었다. 서독 골키퍼 제프 마이어는 왼쪽으로 다이빙 하였으나, 파넨카는 공을 골네트 중앙으로 톡 차 넣었다. 이 골 자체만으로, 프랑스 언론은 파넨카를 "시인"으로 불리게 하였고, 현재까지도 그의 킥은 가장 유명한 킥 중 하나로 꼽히며, 파넨카는 이러한 페널티킥 차기의 대명사로 꼽히게 되었다.

## 경기 상세 정보
| 체코슬로바키아                                   | 2 : 2 (aet) | 서독                              |
| ------------------------------------------------ | ----------- | --------------------------------- |
| 슈베힐리크 8′ · 도비아시 25′                     | 리포트      | 뮐러 28′ · 횔첸바인 89′           |
| 승부차기                                         |             |                                   |
| 마스니 · 네호다 · 온드루시 · 유르케미크 · 파넨카 | 5 : 3       | 본호프 · 플로헤 · 본가츠 · 회네스 |

| 체코슬로바키아 | 서독 |

|                 |    |                       |     |      |
|                 |    |                       |     |      |
| GK              | 1  | 이보 빅토르           |     |      |
| DF              | 2  | 카롤 도비아시         | 55′ | 109′ |
| DF              | 3  | 요제프 차프코비치     |     |      |
| DF              | 4  | 안톤 온드루시 (c)     |     |      |
| DF              | 5  | 얀 피바르니크         |     |      |
| DF              | 12 | 콜로만 괴그흐         |     |      |
| MF              | 7  | 안토닌 파넨카         |     |      |
| MF              | 8  | 요제프 모데르         | 59′ |      |
| MF              | 17 | 얀 슈베흘리크         |     | 79′  |
| FW              | 10 | 마리안 마스니         |     |      |
| FW              | 11 | 즈데네크 네호다       |     |      |
| 교체 선수:      |    |                       |     |      |
| DF              | 6  | 라디슬라프 유르케미크 |     | 79′  |
| MF              | 16 | 프란티셰크 슈탐바흐르 |     | 109′ |
| 감독:           |    |                       |     |      |
| 바츨라프 예제크 |    |                       |     |      |

|            |    |                           |  |     |
|            |    |                           |  |     |
| GK         | 1  | 제프 마이어               |  |     |
| SW         | 5  | 프란츠 베켄바워 (c)       |  |     |
| CB         | 2  | 베르티 포크츠             |  |     |
| CB         | 3  | 베언하트 디츠             |  |     |
| CB         | 4  | 한스게오르크 슈바르첸베크 |  |     |
| CM         | 6  | 헤르베르트 비머           |  | 46′ |
| CM         | 7  | 라이너 본호프             |  |     |
| CM         | 8  | 울리 회네스               |  |     |
| AM         | 10 | 에리히 베어               |  | 80′ |
| CF         | 9  | 디터 뮐러                 |  |     |
| CF         | 11 | 베른트 횔첸바인           |  |     |
| 교체 선수: |    |                           |  |     |
| MF         | 15 | 하인츠 플로헤             |  | 46′ |
| MF         | 14 | 한스 본가츠               |  | 80′ |
| 감독:      |    |                           |  |     |
| 헬무트 쇤  |    |                           |  |     |